# Eufrozina Mazovská
Eufrozina Mazovská (1292 – 1328/1329) byla sňatkem osvětimskou kněžnou.
Eufrozina se narodila jako dcera Boleslava II. Mazovského a jeho druhé manželky Kunhuty Přemyslovny, dcery Přemysla Otakara II.
Jejím mladším bratrem byl Václav Plocký. Eufrozina měla také sourozence z otcova předchozího manželství. Byli to Zemovít II., Trojden I. a manželka Vladislava z Legince, jejíž jméno je neznámé.
Eufrozinino datum narození není známo. Její rodiče se vzali v roce 1291, takže se mohla narodit nejdříve v roce 1292.
Eufrozinin bratranec Václav III. se oženil s Vladislavovou sestrou Violou Těšínskou.

## Manželství a potomci
Eufrozina se provdala za osvětimského knížete Vladislava. Svatba se konala zřejmě v roce 1306. Měla s ním několik dětí:
- Jan I. Osvětimský, osvětimský kníže
- Anna Osvětimská, manželka Tomáše Szécsényiho